# Die Herzogin von Malfi

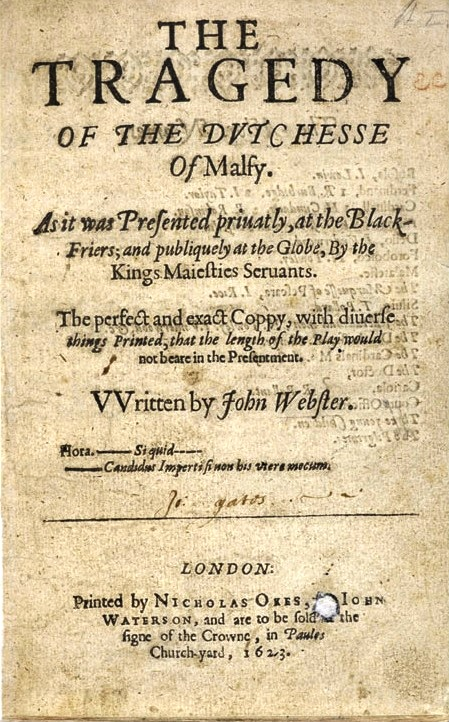
Titelseite der Duchess of Malfi

Die Herzogin von Malfi (auch: Die Herzogin von Amalfi; englisch The Duchess of Malfi) ist eine in Blankversen geschriebene Tragödie des englischen Dramatikers John Webster. Sie gilt als eines der Meisterwerke der englischen Dramatik der Shakespeare-Zeit. Das um 1613/1614 uraufgeführte Stück wurde 1623 erstmals im Druck unter dem Titel The Tragedy of the Dutchesse of Malfy veröffentlicht.
Webster wurde von einer Novelle Matteo Bandellos angeregt. Lope de Vegas Stück El mayordomo de la Duquesa de Amalfi kannte Webster wohl nicht.

## Historischer Hintergrund
Johanna von Aragon (1478– um 1510) war im Alter von 12 Jahren an Alfonso Piccolomini verheiratet worden, der 1493 Herzog von Amalfi wurde, 1498 starb und seine 19-jährige schwangere Witwe hinterließ. Der Sohn wurde sofort nach seiner Geburt als Nachfolger seines Vaters eingesetzt, Johanna wurde Regentin. Bald nach dem Tod des Ehemanns ging sie eine Beziehung mit ihrem Haushofmeister Antonio da Bologna ein, heiratete ihn heimlich und brachte zwei Kinder zur Welt. Eine dritte Schwangerschaft rief den Verdacht der Familie hervor. Sie und Antonio versuchten nach Ancona zu entkommen. Johanna wurde jedoch mit ihren Kindern nach Amalfi zurückgebracht. Danach verlieren sich alle Spuren. Antonio da Bologna begab sich zunächst nach Venedig, dann nach Mailand, wo er 1513 ermordet wurde.
Hauptquelle für Websters Stück war die 1567 von William Painter unter dem Titel The Palace of Pleasure veröffentlichte Sammlung von Erzählungen, der auch Shakespeare den Stoff für Romeo und Julia und Hamlet entnommen hat. Die Sammlung mit Geschichten französischer, italienischer und griechischer Autoren enthielt auch Matteo Bandellos Erzählung von der Herzogin von Malfi in einer Fassung von François de Belleforest. Bandello kannte wohl Antonio da Bologna persönlich, hat seine Geschichte also aus erster Hand.

## Inhalt
Das Stück spielt in der Zeit von 1504 bis 1510 am Hof von Malfi. Die verwitwete Herzogin von Malfi heiratet heimlich, ohne Wissen ihrer Brüder – ihr Zwillingsbruder ist der Herzog Ferdinand von Kalabrien, der ältere Bruder ist Kardinal – ihren Haushofmeister Antonio.
Es ist eine nicht standesgemäße Heirat, da Antonio in der gesellschaftlichen Hierarchie weit unter ihr steht. Außerdem befürchten die Brüder, dass aus einer neuen Ehe ihrer Schwester ein Kind hervorgehen könnte, das sie um das erhoffte reiche Erbe bringen würde.
Der Herzogin gelingt es, die Geburt des ersten Kindes zu verheimlichen. Nach der Geburt des zweiten Kindes dringen jedoch Gerüchte zu den Brüdern. Sie schicken Bosola, einen ehemaligen Bediensteten des Kardinals, der soeben im Gefängnis eine Strafe wegen Mord abgesessen hat, an den Hof ihrer Schwester, um Nachforschungen über den Vater der Kinder anzustellen.
Antonio flieht daraufhin mit dem ältesten Sohn nach Ancona. Die Herzogin, die wieder schwanger ist, folgt ihm und klärt ihr Gefolge über ihre Ehe mit Antonio auf. Die Brüder lassen sie gefangen nehmen, sie wird gefoltert und schließlich zusammen mit ihren beiden Kindern ermordet.
Antonio kann mit seinem Sohn nach Mailand fliehen und macht den vergeblichen Versuch, sich mit dem Kardinal auszusöhnen. Er kommt aber in dem verkommenen und verdorbenen Milieu der Brüder nicht zurecht: Der Kardinal ist ein korrupter und rücksichtsloser Politiker, der seine Geliebte soeben hat vergiften lassen. Ferdinand, der Zwillingsbruder mit inzestuösen Begierden bezüglich seiner Schwester, spinnt seine Intrigen, ist in ein Mordkomplott gegen Antonio verwickelt, verliert den Verstand und hält sich für einen Werwolf.
In den drei letzten Szenen des fünften Akts kommt die Tragödie zu ihrem blutigen Ende. Der Kardinal verbietet denjenigen, die sich bisher um den wahnsinnig gewordenen Ferdinand gekümmert haben, auf ihn zu achten und droht ihnen mit dem Tod, falls sie sich dem Befehl widersetzen. Antonio, der ein Gespräch mit dem Kardinal sucht, betritt unbemerkt den Raum, in dem es inzwischen dunkel geworden ist. Als auch Bosola hinzukommt, hört er, wie der Kardinal einem Diener den Auftrag gibt, ihn zu töten. Bosola bereut nun, dass er sich auf das Komplott der Brüder eingelassen hat, will den Kardinal erdolchen, trifft aber in der Dunkelheit versehentlich den Antonio und bringt dann noch einen Diener um. Der Kardinal schreit vergebens um Hilfe, sein Gefolge stellt sich taub. Ferdinand will dem Bruder zu Hilfe kommen, und in dem folgenden Kampfgetümmel fallen Bosola und die beiden Brüder tot zu Boden. Der Höfling Delio betritt mit Antonios Sohn, dem einzigen Überlebenden der Familie, die Bühne. Beide beklagen das Unglück, das hier geschehen ist.

## Aufführungen
Das Stück wurde um 1613/1615 von der Theatertruppe The King’s Men, zu der auch Shakespeare gehörte, aufgeführt. Gedruckt und veröffentlicht wurde das Stück allerdings 1623 durch Nicholas Okes. Das Titelblatt enthält den Vermerk, dass der Text auch zahlreiche Textstellen enthält, die bei der Aufführung gestrichen wurden. Diese 4°-Ausgabe von 1623 ist die Fassung, auf der alle modernen Ausgaben sowie die Aufführungen auf dem Theater beruhen.
Das Stück gehörte seit seiner Premiere bis ins 18. Jahrhundert zu den viel gespielten Stücken auf englischen Bühnen. Im 18. und frühen 19. Jahrhundert gab es zwei Neubearbeitungen, 1733 unter dem Titel „The Fatal Secret“ von Lewis Theobald und die von Richard Henry Horne für eine Produktion des Theatre royal Sadler’s Wells am 20. November 1850 unter der Leitung von Samuel Phelps. Horne schuf eine entschärfte, für ein viktorianisches Publikum annehmbare Fassung. Die Titelrolle spielte Isabella Glyn (1823–1889), ein Bühnenstar ihrer Zeit.
In der Folge konnte man aber dem blutrünstigen Schauerstück nur mehr wenig abgewinnen und es verschwand allmählich von den englischen Spielplänen.
Während seines Exils in den USA
schrieb Bert Brecht um 1943/44 zusammen mit W. H. Auden eine Neufassung des Dramas, die unter dem Titel „The Duchess of Malfi“ 1945 im Metropolitan Theatre in Providence, Rhode Island uraufgeführt wurde.
Eine Renaissance auf der Bühne erfuhr das Stück nach dem Zweiten Weltkrieg, angefangen mit der spektakulären Inszenierung 1945 am Haymarket Theatre durch George Ryland mit Peggy Ashcroft in der Titelrolle und John Gielgud als Ferdinand. In England gab es eine Reihe von vielbeachteten Inszenierungen für das Theater, das Fernsehen oder als Produktion für das Radio. Die Herzogin, eine der großen Paraderollen für Schauspielerinnen überhaupt, wurden u. a. von Peggy Ashcroft, Eileen Atkins, Eleanor Bron, Helena de Crespo, Judi Dench, Anastasia Hille, Janet McTeer, Helen Mirren,  Aisling O’Sullivan, Kirsty Stuart, Janet Suzman und Harriet Walter verkörpert.
2019/20 stand das Stück auf dem Spielplan des Londoner Almeida Theatre. Regie führte Rebecca Frecknall, Lydia Wilson spielte die Herzogin, Khalid Abdalla den Antonio und Leo Bill den Bosola.
Am 10. Oktober 1985 fand die Erstaufführung des Stücks in der neuen Übersetzung durch Elisabeth Plessen im Deutschen Schauspielhaus in Hamburg unter der Regie von Peter Zadek statt.

## Rezeption in der Oper und im Film
Websters Stück bildete die Grundlage für drei moderne Opernfassungen.
- Stephen Oliver: The Duchess of Malfi, Oper, uraufgeführt 1971 in Oxford
- Stephen Douglas Burton: The Duchess of Malfi, Oper, uraufgeführt 1978 in der Wolf Trap Opera in Virginia[6]
- Torsten Rasch: The Duchess of Malfi, Oper, Auftragswerk der English National Opera, uraufgeführt 2010 in London, deutsche Erstaufführung 2013 in Chemnitz

1949 produzierte die BBC für das Fernsehen ein Remake der ersten Verfilmung des Stücks von 1938. In dem Schwarzweiß-Film spielt Irene Worth die Titelrolle.
1972 strahlte die BBC innerhalb ihrer Serie Stage 2 (1971–1972) eine Verfilmung des Stücks mit James MacTaggart (1928–1974) als Regisseur und Eileen Atkins als Herzogin aus.
1983 drehte Michael Hoffman, beraten von dem Oxford-Absolventen John Schlesinger, seinen Debütfilm „Privileged“, der erste Film der von der Oxford University Film Foundation gefördert wurde. In der Filmkomödie probt eine Gruppe von Oxford-Studenten Websters Stück, bzw. man bewirbt sich um eine Rolle. Für eine Reihe von Schauspielern, die später eine erfolgreiche Karriere am Theater und im Film zu verzeichnen hatte, war es ebenfalls das Filmdebüt, wie z. B. für Jonathan Cullen, Hugh Grant, Imogen Stubbs, James Wilby und Mark Williams. Für Rachel Portman, spätere Oscarpreisträgerin und für zwei weitere Oscars nominierte Komponistin, war es der erste Auftrag für eine Filmmusik.
2001 drehte Mike Figgis die Filmkomödie Hotel, in der es um ein Filmteam geht, das unter der Leitung seines arroganten Regisseurs (Rhys Ifans) mit der Verfilmung von Websters Stück befasst ist. Die „Herzogin von Malfi“ spielt hier die Rolle eines „Stück im Stück“. Die Rolle der Herzogin spielt Saffron Burrows.
Am 15. Januar 2014 wurde das neu gebaute Sam Wanamaker Playhouse neben dem Londoner  Globe mit einer Inszenierung der „Herzogin von Malfi“ durch Dominic Dromgoole eröffnet. Gemma Arterton spielte die Herzogin, David Dawson den Ferdinand  und Sean Gilder den Bosola. Die BBC produzierte innerhalb der Reihe „Globe on Screen“ eine DVD dieser Aufführung.
In Ruhe unsanft, dem letzten Miss Marple-Roman von Agatha Christie, weckt das Zitat „Cover her face. Mine eyes dazzle, she died young…“ in der Protagonistin Gwenda Reed die Erinnerung an einen Mord, dessen Zeuge sie als kleines Kind geworden ist.

## Englische Ausgaben (Auswahl)
- The Tragedy of the Dutchesse of Malfy. London: N. Okes, 1623
- The duchess of Malfi: a tragedy, in five acts by John Webster. Adapted for modern performance, with remarks by D. G, London: T. H. Lacy, 1850.
- The Duchess of Malfi, by John Webster. With introductory essays by George Rylands and Charles Williams. London: Sylvan Press, 1945.
- The duchess of Malfi. Edited by F. L. Lucas, London: Chatto & Windus, 1958.
- The duchess of Malfi. Edited by Elizabeth M. Brennan. London: Ernest Benn, 1964.
- The Duchess of Malfi. Edited by John Russell Brown. London: Methuen & Co, 1967.
- The Duchess of Malfi. Edited by John Russell Brown. London: Methuen, 1969. (Nachdruck der Ausgabe London: N. Okes, 1623). ISBN 0-416-29880-X

Bearbeitungen
- The Duchess of Malfi; A Tragedy in Five Acts. By John Webster. 1612. Reconstructed for Stage Representation, By R. H. Horne. As Produced At The Theatre Royal, Sadler’s Wells, November 20, 1850. The text was published by Tallis & Co. and reviewed in the Athenaeum for December 7, 1850.

## Deutsche Ausgaben
- Die Herzogin von Amalfi, in: Friedrich Bodenstedt: Shakespeare’s Zeitgenossen und ihre Werke, in Charakteristiken und Uebersetzungen. Band 1. John Webster. Berlin 1858, S. 17ff. (Digitalisat)
- Die Herzogin von Malfi. Deutsch von Elisabeth Plessen. Hrsg. von Peter Zadek. Hamburg 1980.

Mit Materialien zum Stück. Zugleich Programmbuch des Deutschen Schauspielhauses Hamburg. Rowohlt, Reinbek 1984. ISBN 3-498-07306-0
- Die Herzogin von Malfi. Deutsch von Alfred Marnau. Mit einem imaginären Porträt der Herzogin von Oskar Kokoschka und 12 Photographien der Londoner Aufführung im Jahre 1945 von Cecil Beaton. Greno, Nördlingen 1986. (Text englisch und deutsch). ISBN 3-921568-90-0
- Die Tragödie der Herzogin von Malfi (The Tragedy of the Duchess of Malfi). Übersetzer B. K. Tragelehn. Berlin: Herschel Theaterverlag 2017.